# Erik Siboni
Erik Anton Valdemar Siboni, född den 26 augusti 1828 i Köpenhamn, död där den 11 februari 1892, var en dansk tonsättare. Han var son till Giuseppe Siboni. 
Siboni, som var elev till J.P.E. Hartmann i Köpenhamn, Moritz Hauptmann och Ignaz Moscheles i Leipzig samt Simon Sechter i Wien, var 1865-83 organist och musiklärare vid Sorö akademi. Han gjorde sig bemärkt genom flera kantater, ett Stabat mater, två symfonier, uvertyrer, en pianokonsert, åtskillig kammarmusik, pianostycken och sånger samt operorna Karl II:s flugt (1861) och Loreley.